# Holbrookia
Holbrookia – rodzaj jaszczurek z podrodziny frynosomowatych (Phrynosomatidae).

## Zasięg występowania
Rodzaj obejmuje gatunki występujące w środkowych i południowych Stanach Zjednoczonych oraz północnym Meksyku.

## Systematyka

### Etymologia
Holbrookia: John Edwards Holbrook (1794–1871), amerykański zoolog, herpetolog, lekarz i przyrodnik.

### Podział systematyczny
Do rodzaju należą następujące występujące współcześnie gatunki: 
- Holbrookia approximans Baird, 1859
- Holbrookia elegans Bocourt, 1874
- Holbrookia lacerata Cope, 1880
- Holbrookia maculata Girard, 1851
- Holbrookia propinqua Baird & Girard, 1852
- Holbrookia subcaudalis Axtell, 1956

Opisano również gatunek wymarły z miocenu dzisiejszych Stanów Zjednoczonych:
- Holbrookia antiqua Yatkola, 1976